# Jus Allah
Jus Allah, né James Bostick le 21 juin 1978 à Camden dans le New Jersey, est un rappeur américain. Il fait ses débuts officiels dans le deuxième album des Jedi Mind Tricks Violent by Design en 2000. Il est connu pour ses paroles agressives communément afro-centrés et haineuses.

## Biographie
Bostick fait ses débuts dans le groupe de rap hardcore Jedi Mind Tricks sur l'album Violent By Design en 2000. Il quitte le groupe après la sortie de l'album.
En 2005, il publie un album solo, All Fates Have Changed, sous le label Babygrande Records comprenant des featurings tels qu'Evil Dead, Bomshot, Shabazz The Disciple, Lord Jamar, Agallah, Chief Kamachi et plusieurs autres. Au début de 2006, un album intitulé Necronomicon est publié en featuring avec Jus et le rappeur Bomshot sous le nom de The Devil'z Rejects. Jus explique ne rien avoir à faire avec l'album, et ne pas avoir été payé pour ça.
Il retrouve Jedi Mind Tricks en 2008 sur l'album A History of Violence. Il est connu pour ses paroles sombres et agressives. Il participe à plusieurs albums dont German Lugers des Snowgoons.

## Discographie
- 2005 : All Fates Have Changed